# Council of Ex-Muslims of Britain
De Council of Ex-Muslims of Britain ("Raad van Ex-Moslims van Groot-Brittannië") of CEMB (uitgesproken als: 'Sie-em-bie') is de Britse tak van de in Duitsland gevestigde Zentralrat der Ex-Muslime, die ex-moslims vertegenwoordigt die voor hun leven vrezen omdat zij de islam hebben afgezworen. De CEMB werd op 22 juni 2007 opgericht te Westminster.

## Geschiedenis
De CEMB wil protesteren tegen islamitische staten die nog steeds afvallige moslims de doodstraf geven volgens de sharia-wetgeving. De CEMB wordt geleid door Maryam Namazie, die in 2005 de Secularist van het Jaar-prijs ontving en veel doodsbedreigingen heeft moeten verduren.
De British Humanist Association en de National Secular Society sponsorden de oprichting en ondersteunen de nieuwe organisatie.
De activisten van de organisatie, die veelal Iraanse ballingen zijn, steunen de vrijheid om religie te bekritiseren en de beëindiging van wat zij zien als de "religieuze intimidatie en bedreigingen."
De CEMB stelt in haar manifest dat zij niet wenst te worden vertegenwoordigd door regressieve islamitische organisaties en "leiders van de moslimgemeenschap". Zij zegt dat door in het openbaar te treden zij talloze andere afvalligen vertegenwoordigt die bang zijn om uit de kast te komen vanwege doodsbedreigingen. Ze komen op "voor de rede, universele rechten en waarden en secularisme".
De CEMB eist in haar manifest ook verscheidene zaken zoals de vrijheid om religie te bekritiseren, scheiding van religie en staat en de "bescherming van kinderen tegen manipulatie en misbruik door religie en religieuze instituten".

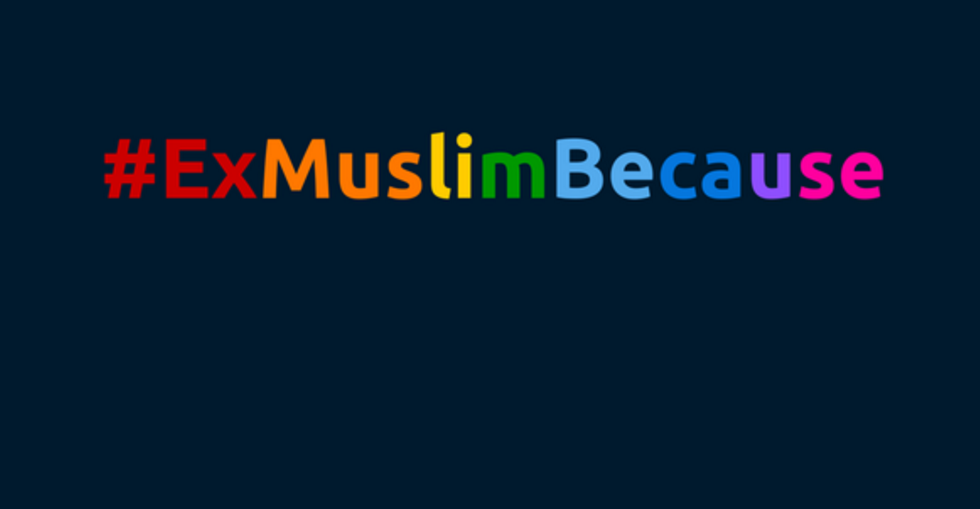
De #ExMuslimBecause-campagne eind 2015.

In november 2015 lanceerde de CEMB de social media-campagne #ExMuslimBecause, waarbij ex-moslims werden aangemoedigd om online uit de kast te komen en uit te leggen waarom ze de islam hadden verlaten. Binnen twee weken was de hashtag al meer dan 100.000 keer gebruikt. Voorstanders meenden dat de islam vrij ter discussie gesteld en bekritiseerd moet kunnen worden, tegenstanders vonden de campagne onder meer 'hatelijk' en stelden dat de extremistische uitwassen van de islam onterecht gelijkgesteld werden met de religie als geheel.

## Documentaires
De CEMB kwam voor in de volgende documentaires:
- Onder Ongelovigen (2015) – Dorothée Forma voor Human
- Islam's Non-Believers (2016) – Deeyah Khan voor Fuuse